# Crveni Krst (Niš)

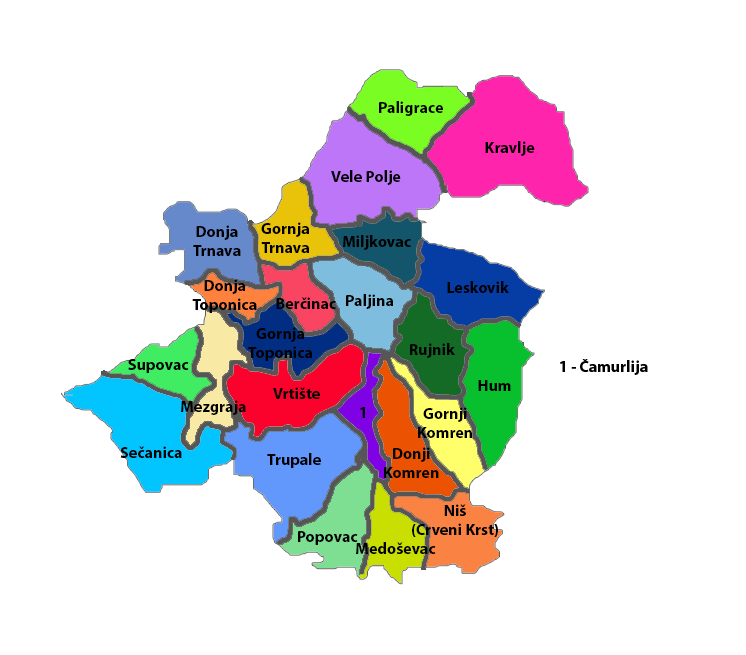
Crveni Krst innert Creveni Krst (rechts unten im Südwesten)

Crveni Krst (serbisch-kyrillisch Црвени крст) ist ein Stadtteil von Niš mit etwa 12.500 Einwohnern. Hier befindet sich der Verwaltungssitz der Gradska Opština Crveni Krst. Der Ort ist berüchtigt für das KZ Crveni Krst, das heute ein Museum ist, das die häufigste Anlaufstation für Touristen darstellt.

## Demographie
| Zensusjahr | Einwohner | Referenzen |
| ---------- | --------- | ---------- |
| 1948       | 3499      | [ 1 ]      |
| 1953       | 4136      | [ 1 ]      |
| 1961       | 5823      | [ 1 ]      |
| 1971       | 9192      | [ 1 ]      |
| 1981       | 11638     | [ 1 ]      |
| 1991       | 12993     | [ 1 ]      |
| 2002       | 12992     | [ 1 ]      |
| 2011       | 12516     | [ 1 ]      |

## Wirtschaft
Der Stadtteil ist gemischt gewerblich und residentiell geprägt, aber auch Bildungseinrichtungen haben in Crveni Krst ihren Sitz, so die Mechanische und Technische Schule 15. Mai, die Verkehrsschule 12. Februar, die Bauschule Neimar, und die Elektrotechnikschule Nikola Tesla. Die Fakultäten für Mechanik und Elektronik sowie Studentenwohnheim der Universität Niš ist ebenfalls in Crveni Krst beheimatet.

### Verkehr
Crveni Krst hat einen Bahnhof an der Zirkularbahn um Niš und somit der Bahnstrecke Belgrad–Niš. Auf dieser Strecke halten täglich sechs Zugpaare von Regionalzügen der Linie Niš–Beograd Centar; vier davon enden bzw. beginnen in Belgrad, eines in Lapovo und eines in Aleksinac (Stand: Dezember 2022). Der Bahnhof ist darüber hinaus Ausgangspunkt der Bahnstrecke Crveni Krst–Prahovo Pristanište. Auf dieser verkehren je zwei Mal täglich Regionalzüge nach Niš und Zaječar. Insgesamt gibt es also acht Zugverbindungen in die Stadtmitte.
Stadtomnibusse bedienen folgende Linien:
- Linie 3: Naselje Ratko Jović—Brzi Brod[4]
- Linie 7 Kalač brdo—Sarajevska[5]
- Naselje Branko Bjegović—Trg Kralja Aleksandra
- Donji Komren—Njegoševa
- Aerodrom—Autobuska stanica—Železnička stanica

Der nach Konstantin dem Großen (wohl bekanntester Sohn der Stadt) benannte Lufthafen der Stadt grenzt nordwestlich an Crveni Krst und ist somit fußläufig erreichbar. Neben Air Serbia bedienen vor allem Billigflieger dieses Aerodrome, unter anderem werden Memmingen und Malmö im Linienflug bedient.

## Belege
1. 1 2 3 4 5 6 7 8  Република Србија, Републички завод за статистику: УПОРЕДНИ ПРЕГЛЕД БРОЈА СТАНОВНИКА: 1948, 1953, 1961, 1971, 1981, 1991, 2002. И 2011. Република Србија Републички завод за статистику, Belgrad 2014, ISBN 978-86-6161-109-4, S. 115 (serbisch, Online [PDF]).
2. ↑  Srbija Voz: 70 Beograd centar-Lapovo-Stalać-Niš. Srbija Voz, 2022, abgerufen am 21. Dezember 2022 (serbisch).
3. ↑  Srbija Voz: 75 Niš-Zaječar-Parhovo Pristanište-Zaječar-Niš. Srbija Voz, 2022, abgerufen am 17. Dezember 2022 (serbokroatisch).
4. ↑  Red vožnje - Linija 3 · Naselje Brzi Brod · Suvi Do · Naselje Ratko Jović - Važi od: 01.09.2022 / Gradski prevoz Niš. In: busevi.com. 1. September 2022, abgerufen am 21. Dezember 2022.
5. ↑  Red vožnje - Linija 7 · Kalač brdo — Sarajevska - Važi od: 01.09.2022 / Gradski prevoz Niš. In: busevi.com. 1. September 2022, abgerufen am 21. Dezember 2022.